# Emilio MacEachen
Emilio MacEachen, vollständiger Name Washington Emilio MacEachen Vázquez, (* 5. April 1992 oder 4. Mai 1992 in Artigas) ist ein uruguayischer Fußballspieler.

## Karriere
Der nach Vereinsangaben 1,84 Meter, nach anderen Quellen 1,83 Meter große Defensivakteur MacEachen entstammt der Jugendabteilung des Club Atlético Peñarol. Seit 2011 gehörte er zum Kader des Erstligateams und debütierte in jenem Jahr in der gewonnenen Partie gegen den Club Atlético Cerro. In der Spielzeit 2010/11 lief er siebenmal in der Primera División auf. Ein Tor schoss er nicht. In der Saison 2011/12 stehen sodann acht Erstligaeinsätze und ein Treffer sowie eine absolvierte Begegnung (kein Tor) in der Copa Libertadores 2012 für ihn zu Buche. Im Juli 2012 wurde er an den italienischen Klub FC Parma verliehen, kehrte jedoch ein Jahr später ohne Ligaeinsatz in der Serie A nach Uruguay zu Peñarol zurück, nahm allerdings in jener Zeit 16-mal auf der Auswechselbank der Italiener Platz. In der Saison 2013/14 bestritt er sowohl zwei Partien (kein Tor) in der Primera División als auch zwei Spiele (kein Tor) der Copa Libertadores 2014. In der Spielzeit 2014/15 wurde er 14-mal (ein Tor) in der höchsten uruguayischen Spielklasse eingesetzt. In der Saison 2015/16, die sein Klub mit dem Gewinn des Landesmeistertitels abschloss, absolvierte er zehn Erstligaspiele (kein Tor) und zwei Partien (kein Tor) in der Copa Libertadores 2016. Im August 2016 wechselte er innerhalb der Liga auf Leihbasis zu Sud América. In der Saison 2016 lief er dort in fünf Erstligaspielen (kein Tor) auf. Nach vorübergehender Rückkehr zu Peñarol verpflichtete ihn Anfang Februar 2017 der Club Necaxa im Rahmen eines Leihgeschäfts.

## Erfolge
- Uruguayischer Meister: 2015/16